# Kirsanov (ville)
Pour les articles homonymes, voir Kirsanov.
Kirsanov (en russe : Кирсанов) est une ville de l'oblast de Tambov, en Russie, et le centre administratif du raïon de Kirsanov. Sa population s'élevait à 16 092 habitants en 2020.

## Géographie
Kirsanov est arrosée par la rivière Vorona, à son point de confluence avec la Poursovka. Elle est située à 87 km — 93 km par la route — au sud-est de Tambov. 

## Histoire
Kirsanov a été fondée dans la première moitié du XVIIe siècle sous le nom de Kirsanovo (Кирсаново), prenant le nom du premier colon à s'y installer, Kirsan Zoubakine. Elle reçut le statut de ville en 1779. Depuis 1875, le chemin de fer relie Kirsanov à Saratov et à Tambov.
À environ deux kilomètres au nord-est de la ville se trouve la base aérienne de Kirsanov.

## Population
Recensements ou estimations de la population
| 1856  | 1897* | 1913   | 1926*  | 1939*  | 1959*  | 1970*  |
| ----- | ----- | ------ | ------ | ------ | ------ | ------ |
| 6 000 | 9 331 | 13 300 | 11 600 | 12 804 | 15 654 | 21 795 |

| 1979*  | 1989*  | 2002*  | 2010*  | 2012   | 2013   | 2014   |
| ------ | ------ | ------ | ------ | ------ | ------ | ------ |
| 21 304 | 20 754 | 18 506 | 17 240 | 17 190 | 17 358 | 17 276 |

| 2015   | 2016   | 2017   | 2018   | 2019   | 2020   | - |
| ------ | ------ | ------ | ------ | ------ | ------ | - |
| 17 042 | 16 877 | 16 692 | 16 409 | 16 229 | 16 092 | - |